# Małgorzata Olejnik
Małgorzata Olejnik (Kielce, 3 giugno 1966) è un'arciera e politica polacca.

## Carriera sportiva
Olejnik, affetta da tetraplegia, ha rappresentato la Polonia a quattro edizioni consecutive dei Giochi paralimpici vincendo, sempre nell'individuale in piedi, l'oro a Atlanta 1996, l'argento Sydney 2000 a e il bronzo a Atene 2004, mentre a Pechino 2008, nell'arco olimpico in piedi, si é fermata ai piedi del podio dopo la sconfitta nella finale per il bronzo contro Lindsey Carmichael.

## Carriera politica
Il 25 settembre 2005 si è candidata per l'SRP del distretto 33 Kielce in occasione delle elezioni parlamentari polacche, ricevendo 12.398 voti riuscendo ad entrare nel Sejm. Durante il suo mandato ha fatto parte del comitato della "cultura fisica e dello sport", del comitato delle "politiche sociali" e di quello di "agricoltura e sviluppo rurale".
Due anni dopo si candida nuovamente alle elezioni politiche anticipate, ricevendo solamente 2.000 voti e non venendo eletta.
Nel 2008 ha abbandonato l'SRP e si é unita al partita di estrema destra Diritto e Giustizia (PiS), presentandosi alle parlamentari del 2011, nuovamente senza successo. Si candida nuovamente nel 2014 alle elezioni regionali nel Voivodato della Santacroce nelle file del Partito Popolare Polacco (PSL), senza ottenere il seggio.

## Onorificenze
Nel 1996 ha ricevuto la croce d'oro al merito e il premio "Fair Play" assegnato dal Comitato Olimpico Polacco, nel 2000 è stata la volta del "Premio città di Kielce" mentre l'anno seguente per il suo contributo allo sport, le è stata conferita dal presidente polacco la Aleksander Kwaśniewski la croce all'ordine della Polonia restituta.

## Palmarès
- Giochi paralimpici

1996 - Atlanta:  Oro nell'individuale in piedi.
2000 - Sydney:  Argento nell'individuale in piedi.
2004 - Atene:  Bronzo nell'individuale in piedi.